# Eugenio Arauz Pallardó
Eugenio Arauz Pallardó (Alcalá de Henares, 1894-Ciudad de México, 1972) fue un médico y político español. Formó parte de tres gobiernos de la Segunda República Española en el exilio en México.

## Biografía
Nació en 1894 en Alcalá de Henares (España). Hermano del poeta Álvaro Arauz Pallardó. Se licenció en medicina. Como militante del Partido Republicano Democrático Federal fue elegido concejal en el Ayuntamiento de Madrid el 12 de abril de 1931. Y el 28 de junio de ese mismo año fue elegido diputado por la provincia de Madrid en las Cortes Constituyentes, hasta el 9 de octubre de 1933. Durante la Guerra Civil Española fue Teniente de alcalde del distrito del Congreso del Ayuntamiento de Madrid.
Exiliado tras la Guerra Civil, el 22 de mayo de 1942 llegó a México a bordo del buque Nyassa, fletado por la Junta de Auxilio a los Republicanos Españoles. Entre 1947 y 1956 participó en tres gobiernos de la Segunda República Española en el exilio, en diferentes cargos ministeriales. También en México se casó con la alpinista española y masona María de Letre Vallejo.
Como masón fue miembro, desde los primeros años de la II República Española, del Gran Consejo Federal Simbólico del Gran Oriente Español. En 1947 fue Gran Orador, y entre 1969 y 1971 fue Soberano Gran Comendador del Supremo Consejo del Gran Oriente.
Perteneció al grupo mexicano de la Asociación de Antiguos Alumnos del Instituto Escuela. Formó parte del Ateneo Español de México, del Ateneo Pi y Margall en México, y de Acción Republicana Española. Falleció en la Ciudad de México, el 5 de junio de 1972.

### Político en el exilio
Participó en tres gobiernos de la Segunda República Española en el exilio en México:
- 1.er gobierno de Álvaro de Albornoz y Liminiana (VIII-1947 / II-1949) como ministro de Economía.
- 2º gobierno de Álvaro de Albornoz y Liminiana (II–1949 / VII–1951) como secretario del Consejo de Ministros.
- 1.er gobierno de Félix Gordón Ordás (VIII-1951 / I-1956) como ministro de Información, Propaganda y Archivos.